# مرد عنکبوتی: دور از خانه (موسیقی متن)
مرد عنکبوتی: دور از خانه (موسیقی متن اصلی فیلم) (انگلیسی: Spider-Man: Far From Home (Original Motion Picture Soundtrack)) یک آلبوم موسیقی فیلم از فیلم مرد عنکبوتی: دور از خانه از کلمبیا پیکچرز/مارول استودیوز است که توسط مایکل جاکینو آهنگسازی شده‌است. این موسیقی متن در ۲۸ ژوئن ۲۰۱۹ توسط سونی کلاسیک منتشر شد.

## فهرست قطعه‌ها
موسیقی تمام قطعه‌ها توسط مایکل جاکینو آهنگسازی شده‌است، مگر در مواردی که ذکر شده باشد.
| شماره      | نام                                          | مدت   |
| ---------- | -------------------------------------------- | ----- |
| ۱.         | «دور از خانه»                                | ۸:۲۷  |
| ۲.         | «این عالیه»                                  | ۰:۳۰  |
| ۳.         | «بدترین ویژگی آب‌های جهان»                    | ۷:۳۰  |
| ۴.         | «چند واقعیت»                                 | ۳:۳۲  |
| ۵.         | «برد در هواپیمای بدون سرنشین»                | ۳:۳۲  |
| ۶.         | «تغییر برنامه‌ها»                             | ۲:۲۸  |
| ۷.         | «میمون شب می‌داند چگونه این کار را انجام دهد» | ۰:۱۹  |
| ۸.         | «آقای صد و یک»                               | ۳:۲۰  |
| ۹.         | «پراگ لرزید»                                 | ۳:۴۳  |
| ۱۰.        | «چه کسی پشت این کمک‌ها است»                   | ۲:۵۷  |
| ۱۱.        | «قدرت مردم»                                  | ۳:۳۳  |
| ۱۲.        | «هیچ انکس شخصی»                              | ۳:۵۳  |
| ۱۳.        | «پراگنوز: بد»                                | ۱:۰۸  |
| ۱۴.        | «A Lot of ‘Splaining to Do»                  | ۲:۱۴  |
| ۱۵.        | «تور جادویی میستریو»                         | ۳:۲۱  |
| ۱۶.        | «حس پیتری را به کار ببر »                    | ۵:۰۷  |
| ۱۷.        | «دلتنگی و عذاب»                              | ۴:۱۶  |
| ۱۸.        | «ارتفاع و پرواز»                             | ۲:۲۰  |
| ۱۹.        | «یک نبرد داخلی»                              | ۱:۵۰  |
| ۲۰.        | «فرودهای مبارک»                              | ۲:۵۸  |
| ۲۱.        | «برج گاو»                                    | ۵:۱۲  |
| ۲۲.        | «پل زدن تله»                                 | ۱:۵۸  |
| ۲۳.        | «پل و عشق می‌سوزد»                            | ۲:۵۰  |
| ۲۴.        | «مجموعه چرخش»                                | ۱:۴۷  |
| ۲۵.        | «و حالا این»                                 | ۰:۵۸  |
| مجموع مدت: | مجموع مدت:                                   | ۷۹:۴۳ |